# Den som dödar draken
Den som dödar draken är en kriminalroman från 2008 av Leif G.W. Persson.
Romanen är den andra av Persson där den fiktive kriminalkommissarien Evert Bäckström är huvudfigur. Evert Bäckström har figurerat som bifigur i flera av Perssons senare romaner och spelar även huvudrollen i "Linda - som i Lindamordet : roman om ett brott".
Romanen inleds med ett enkelt "fyllskallemord" i Solna där en slips, en hammare och ett grytlock i järn använts som mordvapen. Men den självgode kommissarie Bäckström anser att mordet är alltför komplicerat för vanliga poliser att lösa. Komplicerade mordfall kräver Evert Bäckström, resonerar Bäckström. Oavsett vilka konsekvenser det får.

## Mottagande
I Sydsvenskan ansåg kritikern Bo Lundin att "Det är kul, ofta jättekul, men jag kan tycka att den förträfflige Persson siktar lite lågt med sin satir den här gången, hur underhållande hans stilkonst än är när han till synes i förbigående dräper företrädare för ordningsmakten till höger och vänster" I Svenska Dagbladet ansåg Magnus Persson att Persson inte var i toppform "men även en Leif GW Persson som inte är i absolut toppform sopar banan med flertalet av sina konkurrenter i den svenska deckarlitteraturen." I Borås Tidning ansåg Mikael Hermansson att "Den som dödar draken är en alldeles utmärkt polishistoria med så många nivåer och skiftningar i handlingen att det bara finns en utväg - sträckläsning!"

## Cameo
I boken skriver Persson om sig själv som den trötta professorn från Rikspolisstyrelsen som står i Efterlyst och tjatar varje torsdag.
.

## Romanfigurer (i urval)
- Polismästare Anna Holt
- Kommissarie Evert Bäckström
- Kommissarie Jan Lewin